# CADDS
CADDS, développé par la société Computervision est un logiciel de CAO intégré, c’est-à-dire comportant à la fois des modules de conception pure mais aussi la possibilité d'effectuer des calculs de dimensionnement, des animations cinématiques, d'intégrer des circuits hydrauliques ou électriques, de concevoir la partie fabrication, etc.
Ce logiciel fut géré par la société Prime Computer puis repris par PTC.
Il a été, et l'est toujours pour certains au moins, utilisé par les groupes PSA Peugeot Citroën, Aérospatiale, Airbus, etc.

## Histoire
1969 - CADDS 1
1975 - CADDS 2
19XX - CADDS 3
19XX - CADDS 4X
19XX - CADDS 5

## Modules
CADDS 5 Modeling Foundation
Fonctionnalités de modélisation adaptables hybride pour une conception et des dessins complets.
Solution CADDS 5 Clash Detection and Management
Détecte et gère les collisions tout au long du processus de développement de produits.
CADDS 5 CVMAC Compiler
Fonctionnalités étendues de programmation utilisateur.
CADDS 5 Harness and Cabling
Automatisation de la conception 2D/3D et de la fabrication de fils, câbles et faisceaux.
CADDS 5 HVAC and Outfitting Design
Fonctionnalités spécialisées pour les gros systèmes HVAC.
CADDS 5 Interactive Surfacing
Créez des surfaces de style et de production.
CADDS 5 ISOGEN Interface
Génération automatique de plans isométriques de tuyauterie.
CADDS 5 Manufacturing
Pour toutes les opérations de fraisage et de tournage 2 à 5 axes.
CADDS 5 Sheet Metal Design
Automatiser la conception et le développement des composants de tôlerie.
CADDS 5 Data Exchange
Solutions évolutives assurant l'interopérabilité multi-CAO.
CADDS 5 Concurrent Assembly
Puissantes fonctionnalités de conception pour les très grands assemblages.
CADDS 5 Electrical and Outfitting Design
Fonctionnalités avancées pour le développement et la gestion de grands systèmes électriques.
CADDS 5 Piping and Outfitting Design
Créer tous les aspects de la conception de tuyauterie dans une seule application.
CADDS 5 Shipbuilding and Design
Ensemble complet d'applications spécialisées et interopérables pour la construction navale.
CADDS 5 Structural Steel and Hull Design
Concevoir et fabriquer des structures métalliques.
CADDS 5 Drafting Foundation
Solution clés en main de dessin 2D.
Optegra
Optegra permet de disposer d'un environnement d'information ouvert et distribué.

## Concurrents

### Haut-de-gamme
- CATIA de l'éditeur Dassault Systèmes,
- NX de l'éditeur Siemens (appartenait anciennement à UGS),
- EUCLID Logiciel édité par Matra Datavision.

### Milieu-de-gamme
- SolidWorks de l'éditeur Dassault Systèmes,
- Mechanical Desktop de l'éditeur Autodesk,
- Inventor de l'éditeur Autodesk,
- Solid Edge de l'éditeur Siemens.

### Entrée-de-gamme
- SpaceClaim de l'éditeur SpaceClaim.

## Associations

### CUP.fr
Ancienne association française des utilisateurs. Le CUP.fr était issu des fusions successives des clubs français des utilisateurs CADDS, MEDUSA et PTC. Officiellement dissoute en 2006.

### PTCuser
Association mondiale. Regroupe toutes les associations relatives à PTC.